# Heterometrus swammerdami
Heterometrus swammerdami (scorpionul forestier gigant) este un scorpion din familia Scorpionidae, fiind cea mai mare specie din lume.

## Morfologie
Individul adult atinge lungimea de 23 cm și cântărește până la 56 g. Corpul prezintă o colorație uniformă de la un maro-roșcat până la negru. Juvenilii sunt de obicei roșietici cu telsonul galben. Pe partea ventrală a corpului se află organele pectinare cu 16-20 de dinți. Chelele pedipalpilor sunt puternic dezvoltați, având aspect lobiform. Articolul mobil al chelelor este acoperit complet de granule rotunjite. Carapace dorsală a prosomei reprezintă un disc neted cu re marginile și porțiunea posterioară - granulate. Telsonul este bulbos, iar vezica veninoasă - mai lungă decât acul înțepător. 

## Etologie
Veninul nu este, de obicei, letal pentru oameni. această se explică prin faptul Heterometrus swammerdami utilizează cu precădere cleștele sale puternice pentru a prinde prada și mai puțin veninul. 
Habitează, în special, în pădurilor tropicale, dare și alte ecosisteme cu climă caldă. Uni indivizi au fost găsiți în interiorul mușuroaielor de termite degradate sau semi-degradate, în scorburi ale arborilor și în vizuini săpate de diferite animale, chiar și pe terenurile agricole. 
Masculii sunt de obicei activi în timpul sezonului de vară, în lunile aprilie - iulie.

## Areal
Heterometrus swammerdami este răspândit în Asia de Sud: India și Sri Lanka.